# Cantonul Rabastens
Cantonul Rabastens este un canton din arondismentul Albi, departamentul Tarn, regiunea Midi-Pyrénées, Franța.

## Comune
- Coufouleux
- Grazac
- Loupiac
- Mézens
- Rabastens (reședință)
- Roquemaure